# اندیس مس ایرانشهر
مس ایرانشهر یک اندیس فلزی است که در حوالی شهر سرباز استان سیستان و بلوچستان قرار دارد و مادهٔ معدنی موجود در آن، مس است.  